# Thakurdwara
Thakurdwara é uma cidade e um município no distrito de Moradabad, no estado indiano de Uttar Pradesh.

## Geografia
Thakurdwara está localizada a 29° 12′ N, 78° 51′ L. Tem uma altitude média de 211 metros (692 pés).

## Demografia
Segundo o censo de 2001, Thakurdwara tinha uma população de 35,279 habitantes. Os indivíduos do sexo masculino constituem 53% da população e os do sexo feminino 47%. Thakurdwara tem uma taxa de literacia de 50%, inferior à média nacional de 59.5%: a literacia no sexo masculino é de 58% e no sexo feminino é de 41%. Em Thakurdwara, 19% da população está abaixo dos 6 anos de idade.